# Le Noir et le Rouge
Ne doit pas être confondu avec Le Rouge et le Noir.
Le Noir et le Rouge, sous-titré L'Histoire d'une ambition, est un essai biographique de la journaliste et écrivaine Catherine Nay sur le président François Mitterrand paru en 1984 aux éditions Grasset. Cet ouvrage a obtenu le prix Aujourd'hui en 1984.

## Écriture de l'essai
Catherine Nay consacre cet essai à François Mitterrand, décrivant l'ambition d'un homme qui se confond avec l'histoire de son pays, ambitions individuelle et collective inséparables. Pendant deux ans, elle s'est attachée à démêler les fils de son histoire personnelle, tout savoir de son parcours politique, sa jeunesse et ses années de formation, ses influences et les périodes difficiles qu'il a connues pendant la guerre, pendant « sa traversée du désert » entre 1958 et 1965. 

## Réception critique
Jean-Marie Colombani, dans Le Monde, en livre ce commentaire : « Le livre est écrit de bonne foi. Il se lit avec plaisir et n'encourage pas l'intolérance » et Alain Duhamel dans Le Quotidien de Paris : « Elle n'est pas indulgente mais elle critique sans bassesse. »

## Éditions
- Le Noir et le Rouge, ou l'Histoire d'une ambition, Paris, Grasset, 1er décembre 1984 (ISBN 978-2-246-28191-7)
- Le Noir et le Rouge, ou l'Histoire d'une ambition, Paris, Le Livre de poche, 15 août 1996 (ISBN 978-2-253-03920-4)
- Le Grand Théâtre du pouvoir : Quarante ans de vie politique française, Paris, Bouquins, 10 novembre 2022, 1184 p. (ISBN 978-2-382-92265-1)